# 傑森·科布拉克
傑森·科布拉克（Jason Kokrak，1985年5月22日—）是一位美國高爾夫球選手，他現在參加PGA巡迴賽的賽事。科布拉克畢業於澤維爾大學。在2006年和2007年，他兩次贏得他迄今為止已經贏得過六次職業高爾夫球賽事的冠軍。2012年，他首次參加PGA巡迴賽的賽事。